# Henri Jeannin
Pour les articles homonymes, voir Jeannin.
Henri Jeannin, né le 21 mai 1872 à Dampierre-sur-le-Doubs et mort en 1973 à Diensdorf-Radlow (Allemagne), est un homme d'affaires et pilote automobile alsacien, qui s'impliqua sur terre, mer, et dans les airs avec ses réalisations motorisées.

## Biographie

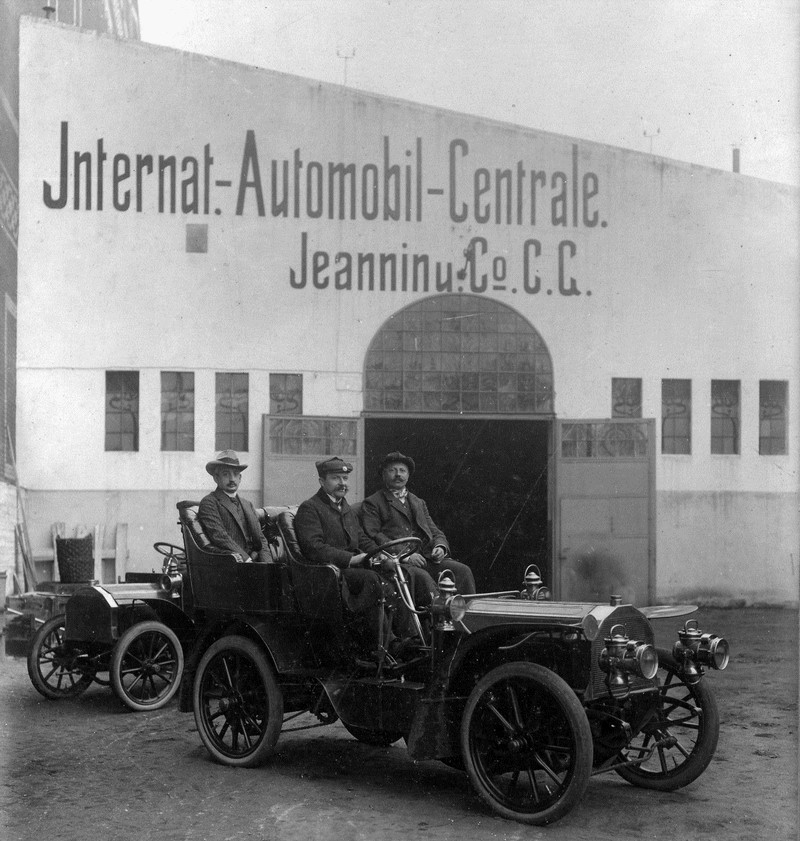
Une Jeannin-Argus de 1902 ou 1903, avec H. Jeannin au volant.

Il fréquente le lycée de sa ville natale, puis il poursuit ses études au lycée de Vesoul, avant de rejoindre l'entreprise paternelle (transport par péniche) à Mulhouse.
Peu enclin au commerce, il s'intéresse alors au cyclisme, délaissant l'entreprise. Au début des années 1890, il devient plusieurs fois Champion d'Alsace-Lorraine, et il gagne aussi des réunions internationales auxquelles participent entre autres Herty, Jackson, Alwin Vater (de) et Ludwig von Opel. Il s'intéresse alors immédiatement aux débuts du développement automobile allemand, disputant d'emblée des courses (et remportant la première organisée sur un hippodrome dans son pays, en 1900 près de Berlin).
En 1899 il élabore pour A.A.G. (l'Allgemeinen Automobil-Gesellschaft berlinoise, qui construit des automobiles sous l'appellation de Marsmotor) une voiture monocylindre que construit Georg Klingenberg (de).
Jeannin fonde en 1901 la société automobile Argus (en), une SCS (KG) qui ouvre en 1902 le premier magasin de vente de véhicules à Berlin, qu'il revend en 1904 pour fonder en novembre 1906 à Berlin la firme Argus, celle-ci s'impliquant dans le développement de l'aviation allemande, en construisant son premier moteur d'avion en 1908 (de faible cylindrée, en V inversé, servant également pour le motonautisme).
Sa fabrique automobile sort initialement des copies de Panhard & Levassor sous licence, alors qu'une majorité des composants provient de France. En 1903 la compagnie commence à faire ses propres types de carrosseries et à fondre ses propres moteurs, des deux cylindres de 2,3 l, ainsi que des quatre cylindres de 5,0  et   9,2 l. Chers, les modèles sont de luxe.
En septembre 1905, Jeannin remporte aussi la course d'Hamburg-Bahrenfeld (de) avec l'Argus (toujours sur un hippodrome), après qu'un Jeannin (prénommé Marc) ait participé au Paris-Berlin en 1901 sur la voiturette A.A.G., ce dernier étant encore présent au Kaiser Preis en 1907 sur une Sun.
Jeannin est impliqué dans la fondation de l'Automobile Club de Berlin, ainsi que dans celle des Clubs d'Allemagne de Motonautisme, et de voile (ou Yaching, ce dernier club devenant l'Impérial Yacht-Club). Le frère cadet Émile (1874-1957) s'investit également dans les diverses réalisations mécaniques de son aîné.
Il établit en 1929 une brève collaboration avec Horch, pour produire des moteurs d'automobiles.
Durant la deuxième Guerre mondiale, la société Argus construit en série le pulsoréacteur de la bombe volante V1, nommé Argus As 014.
La firme Argus disparaît en 1945.